# Maud Stervinou
Maud Stervinou, née le 10 juin 1997 à Brest, est une joueuse française de basket-ball. Elle évolue au poste d'arrière.

## Biographie
Elle commence le basket par hasard. Originaire de Brest, elle commence à jouer entre 10 et 11 ans. Elle intègre le centre de formation de Léon Trégor 29 (ancien nom du Landerneau Bretagne Basket) en 2012. Elle participe à quelques matchs avec l'équipe pro de Landerneau entre 2015 et 2018.
En 2018, alors que Landerneau monte en LFB, elle signe à Toulouse (alors en LF2) pour être une joueuse confirmée de LF2 avant de tenter l'aventure en LFB.
En fin de contrat en 2020, elle quitte Toulouse pour rejoindre Calais (toujours en LF2) et réalise deux très bonne saisons statistiques (14,2 lors de la saison 2020-2021 et 18,4 lors de la saison 2021-2022).
En 2022, elle s'engage à Saint-Amand pour deux saisons et découvre la LFB. Blessée toute la deuxième partie de saison lors de l'exercice 2023-2024, elle ne peut empêcher la relégation sportive de son club en LF2 en 2024.
Le 11 juin 2024, elle décide de revenir à Landerneau.
Elle est également internationale française de basket 3x3.